# Беззуб Іван Романович
Іван Романович Беззуб (7 липня 1995, м. Старокостянтинів Хмельницької області — 8 березня 2022, поблизу селища Кулажинці, Броварський район Київської області) — український військовик, майор (посмертно) Збройних Сил України, командир вертольота Мі-24 вертолітної ланки вертолітної ескадрильї 16-ї окремої бригади армійської авіації, учасник російсько-української війни, відзначився у ході російського вторгнення в Україну, лицар ордена «Богдана Хмельницького» III ступеня (2022, посмертно).

## Біографія
Іван Беззуб народився 7 липня 1995 року в м. Старокостянтинів на Хмельниччині.
2017 року закінчив Харківський національний університет Повітряних Сил імені Івана Кожедуба та отримав призначення на посаду льотчика-оператора 16 ОБрАА. Учасник ООС. Мав досвід миротворчої діяльності у складі 18 окремого вертолітного загону Місії ООН зі стабілізації у ДР Конго.
8 березня 2022 року вертоліт Мі-24 збили росіяни поблизу села Кулажинці
Броварського району Київської області, внаслідок чого майор Беззуб загинув.
11 березня 2022 року відбулося прощання з Іваном Беззубом на Львівщині.. Похований 12 березня у рідному місті Старокостянтинові..
Залишилася дружина, та двоє дітей.

## Нагороди
- орден «Богдана Хмельницького» III ступеня (2022, посмертно) — за особисту мужність і самовіддані дії, виявлені у захисті державного суверенітету та територіальної цілісності України, вірність військовій присязі.[5]